# Епархия Даэта
Епархия Даэта (лат. Dioecesis Daetiensis) — епархия Римско-Католической церкви с центром в городе Даэт, Филиппины. Епархия Даэта распространяет свою юрисдикцию на провинцию Северный Камаринес. Епархия Даэта входит в митрополию Касереса. Кафедральным собором епархии Даэта является церковь Пресвятой Троицы. В Даэте также находится сокафедральный собор святого Иоанна Крестителя.

## История
27 мая 1974 года Римский папа Павел VI выпустил буллу Requirit maximopere, которой учредил епархию Даэта, выделив её из apxиепархии Касереса.

## Ординарии епархии
- епископ Celestino Rojo Enverga (1974 — 1990);
- епископ Benjamin Almoneda (1991 — 2007);
- епископ Gilbert Armea Garcera (2007 — по настоящее время).

## Источник
- Annuario Pontificio, Ватикан, 2007
- Булла Requirit maximopere, AAS 66 (1974), стр. 465  (лат.)